# Képsor
A képsor (comic strip) a képregény egy műfaja, mely néhány egymást követő kép és általában szóbuborékokba foglalt szöveg felhasználásával mesél el egy rövid, gyakran humoros csattanóval záruló történetet. Formai megjelenése országonként változhat: az Egyesült Államokban elterjedt változat három, vízszintes elrendezésű, Japánban általában négy, függőlegesen elrendezett képkockából áll, míg Franciaországban nem ritka az egész oldalas képsor.
A képsor jellegzetességi nyomán alakult ki az internetes webképregény stílusa.

## Nevezetes képsorok
- Garfield
- Kázmér és Huba
- Peanuts
- Orson
- Blöki Bár
- Pif és Herkules
- Mindig Győző
- Marmaduke
- Hagar
- Dennis, a komisz
- Dilidagonya
- Porcogó
- Gai-Luron

## Képsorokat (is) közlő magyar újságok, magazinok
- Garfield magazin
- Zseb-Garfield
- Képregény Koktél
- Tiszta Dili
- Lokál
- Metropol
- Kockás
- Hahota
- Kretén